# Stenopetalum lineare
Stenopetalum lineare là một loài thực vật có hoa trong họ Cải. Loài này được R.Br. ex DC. miêu tả khoa học đầu tiên.